# ديفيد دانيلز
ديفيد دانيلز (بالإنجليزية: David Daniels)‏ هو شاعر أمريكي، ولد في 11 أكتوبر 1933، وتوفي في 12 مايو 2008.